# Albiert Łarionow
Albiert Łarionow, ros. Альберт Ларионов – radziecki skoczek narciarski i kombinator norweski, złoty medalista zimowej uniwersjady.
W marcu 1960 roku w Chamonix zwyciężył w pierwszym w historii konkursie skoków narciarskich na zimowej uniwersjadzie, pokonując Jaromíra Nevluda i Milana Rojinę.
Na międzynarodowej arenie startował w latach 60. XX wieku, zajmując m.in. 36. miejsce w szwedzkich igrzyskach narciarskich w Falun w 1961 roku, czy 33. miejsce w igrzyskach narciarskich w Lahti w 1963 roku. W 1963 roku w Lahti wziął udział również w zawodach tej rangi w kombinacji norweskiej, uzyskując 3. rezultat w biegu na 15 km i 5. w końcowej klasyfikacji konkursu. W zawodach tych osiągnął czas biegu 59:49,6 oraz skoki na 63, 68 i 70,5 m.